# Zomers doflijfje
Het zomers doflijfje (Melanogaster aerosa) is een vliegensoort uit de familie van de zweefvliegen (Syrphidae). De wetenschappelijke naam van de soort is voor het eerst geldig gepubliceerd in 1843 door Loew.